# Associazione Sportiva Reggiana Nuoto 1947
La Reggiana Nuoto A.S.D. è una società polisportiva fondata nel 1947 con sede a Reggio nell'Emilia.

## Storia

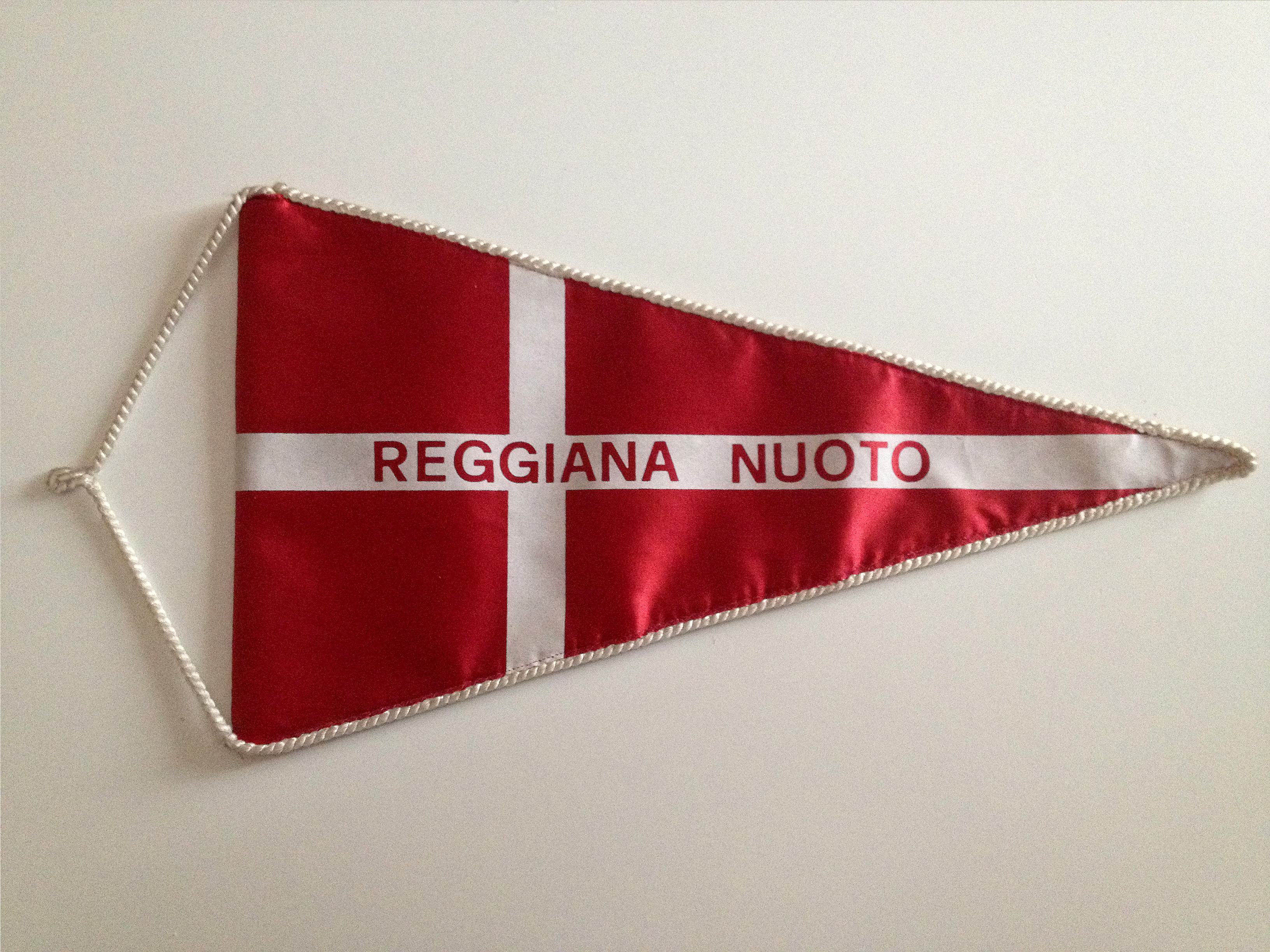
Gagliardetto della A.S. Reggiana Nuoto 1947

In questa sezione si vuole ripercorrere la storia di questa Associazione fino alla citata fusione che ne decretò la fine, mettendo in evidenza le problematiche dei tempi e ricordando le persone che ad essa dedicarono tempo, passione e spesso anche risorse e coloro che grazie ad essa, trovarono nel nuoto una disciplina, anche a livello agonistico, fonte di soddisfazioni e di sano impegno sportivo. In primo luogo il fondatore Ober Ferrari, un reggiano nato nel 1916 e prematuramente scomparso nel 1978, ma anche gli allenatori, gli operatori tecnici, i nuotatori con le loro famiglie, i tanti simpatizzanti della società e del nuoto. Una storia che scaturisce da una delle più spiccate vocazioni della realtà reggiana (l'associazionismo) e che ha visto la Reggiana Nuoto farsi portatrice, ai più nobili livelli, di valori umani, capacità, interessi sportivi, socialità, ben inserita nello spirito e nel contesto socio-culturale di una cittadina come Reggio Emilia. Occorre riandare al rapporto che in quei tempi i reggiani avevano con l'acqua: lontani dal mare e dai laghi, praticamente quasi tutti i ragazzi, anche quelli che poi approdarono a Reggiana Nuoto, hanno avuto il loro primo contatto con l'acqua nei fiumi e nei canali di bonifica della provincia, hanno imparato a conoscere bene le chiaviche, le botti, i tunnel, le buche, i fondoni, i mulinelli.

### La Fondazione
È in tale contesto che il 12 febbraio 1947 alle ore 18,30 nei locali del circolo Zibordi viene costituita l'associazione sportiva denominata “Reggiana Nuoto”, con la finalità sociale di incrementare e valorizzare la pratica natatoria, accogliendo e organizzando gli appassionati di Reggio e provincia. L'iniziativa viene a concretizzare un'intuizione tenacemente perseguita da Ober Ferrari, sostenuto con entusiasmo dal maestro e giornalista sportivo Flavio Torelli, da Giuseppe Chiesi, da Giovanni Tadolini. La prima sede della Società è sotto i portici della Trinità (isolato S.Rocco), in piazza della Vittoria, in ambienti messi a disposizione dal C.O.N.I. provinciale; in seguito si trasferirà in via L. Nobili, quindi in via Belfiore (abitazione di Ober Ferrari) ed infine in via Emilia S.Pietro, dapprima al civico 35 (ospite della famiglia Fontanesi) e poi al 21.

### Ober Ferrari

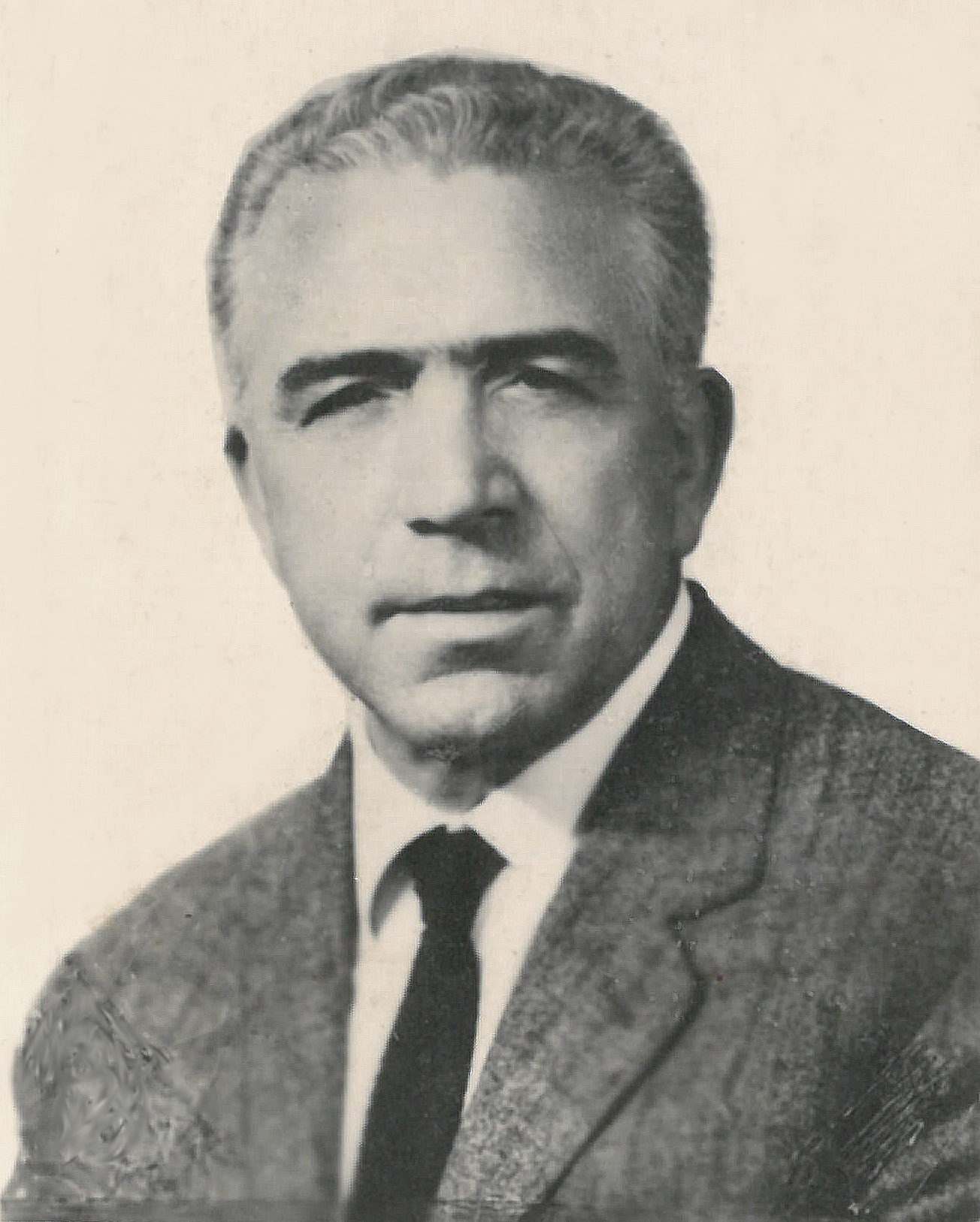
Ober Ferrari, fondatore della A.S. Reggiana Nuoto 1947

Dalla costituzione e per più di trent'anni la storia della Reggiana Nuoto è imperniata principalmente sulla generosa figura di uomo e di organizzatore che è stato Ober Ferrari. La Società per buona parte della sua esistenza si è identificata in questo personaggio dalla corporatura atletica, con un buon passato di sportivo e l'eterna sigaretta fra le labbra, che avrebbe ben figurato come attore del cinema. Dotato di forte personalità, di notevoli capacità come direttore tecnico, sapeva sviluppare complessi programmi di attività sia amatoriali che agonistiche, tenendo sempre presente il contesto nel quale le attività andavano ad inserirsi e gli inevitabili risvolti anche sul piano politico. Di eloquio incisivo, sapeva adattare idee e progetti sportivi alle realtà sociali ed economiche della città. Con gli atleti esprimeva giudizi penetranti, incitando o criticando a seconda del bisogno, talvolta con imprecazioni lapidarie. Non era un interlocutore facile: di carattere autoritario e per niente arrendevole, lo si poteva accettare o rifiutare in blocco, ma ai più suscitava sentimenti di ammirazione senza mezze misure. Per trent'anni la Reggiana Nuoto, della quale ha rivestito il ruolo di direttore tecnico, è stata la sua famiglia. Dirigente federale provinciale prima, poi dal 1960 Dirigente regionale della Federazione Italiana Nuoto (F.I.N.) ed infine per quattro anni Dirigente nazionale.

### Le strutture sportive e le prime gare negli anni 1947-1950
Le strutture sportive, per qualsiasi specialità o disciplina, nel dopoguerra erano assolutamente carenti e per il nuoto reggiano la priorità era quella di ricercare finanziamenti e sostegni politici per la sognata piscina municipale. Soltanto nel 1950 ha visto la luce la piscina comunale. Fino ad allora gli allenamenti si svolgevano nel Canalazzo, un canale di bonifica lungo la provinciale per Bagnolo, in località Pratofontana: un tratto tra due ponti in cemento lungo un chilometro e largo 25-30 metri, precariamente attrezzato di volta in volta. È lì che nel 1947 si svolgono le prime gare provinciali, dopo l'intervento del Consorzio di Bonifica per garantire l'integrità dell'acqua dopo un piccolo inquinamento. Nel 1948, sempre nel Canalazzo, per le gare di nuoto vengono attrezzate sei corsie, nonostante le lamentele dei contadini della zona per i danni arrecati alle colture nei pressi del campo di gara, a causa del calpestio dei prati da parte dei numerosi spettatori. Tra i campioni promettenti, oltre a Ober Ferrari che ancora per qualche anno si cimenterà nelle gare, svolgendo poi compiti di giudice di gara e di cronometrista, figurano Glauco Aselli di Guastalla, proveniente dalla società Canottieri Eridano (che si unirà con la Reggiana Nuoto) ed i giovani Giovanni Borgognoni e Gianfranco Bonetta. L'11 luglio 1948 viene riproposta quella che allora era la gara più prestigiosa: la traversata del fiume Po da Guastalla alla sponda mantovana. Nel 1949 tale manifestazione acquisterà un rilievo nazionale, mentre attraversate “minori” avevano luogo anche a Boretto. Glauco Aselli è il dominatore delle prime riedizioni. A Reggio nel 1948 si disputa la “coppa Scarioni”, mentre altre gare hanno luogo nel Cavo Fiuma. Nello stesso anno, per la prima volta Reggiana Nuoto riceve inviti a partecipare a gare interprovinciali. Gli allenamenti nel Canalazzo lasciano alquanto a desiderare, nonostante gli sforzi per mantenere efficiente e funzionale lo spazio d'acqua utilizzato e si facciano effettuare periodiche analisi per verificare lo stato d'inquinamento del canale. Un problema per tecnici ed esperti è quello legato all'allenamento nella “virata”, che non riesce possibile in quella sede e costituisce un handicap per gli atleti reggiani. Nonostante ciò una graduatoria nazionale a punti stilata nel 1948 dalla F.I.N. vede la Società reggiana piazzata al 38º posto su 192 società di nuoto.

### Gli anni 50 e 60
L'11 giugno 1950 la nuova piscina comunale viene inaugurata ufficialmente nonostante l'incompletezza di alcune attrezzature, i giovani della Reggiana Nuoto sono già autorizzati a svolgervi i propri allenamenti. Nel 1951 la Società gode di una sponsorizzazione da parte della Liquigas e inizia la partecipazione ai Campionati Nazionali, serie C, di nuoto e pallanuoto. In quest'epoca iniziano anche corsi regolari di salvataggio in acqua, destinati ai Vigili del Fuoco, ai Carabinieri, Finanzieri e altri gruppi militari. La Società viene dotata di uno spazioso capannone in legno ai bordi della piscina, il primo spogliatoio sociale. Nel 1952 si tengono i primi corsi di nuoto per studenti dai 9 ai 16 anni. Sempre più frequenti sono in quel periodo le lunghe traversate di nuoto a cui partecipano spesso nuotatori reggiani: si distingue dagli altri Sergio Ganassi che partecipa nel 1953 alla “coppa Lord Byron” (nuotata da Lerici a Portovenere) ed alla traversata di Marina di Ravenna. Nel 1955 si svolge la prima traversata del lago di S. Valentino (vinta da Borgognoni), mentre nel 1958 la piscina comunale, ormai perfezionata nelle sue strutture, ospita i Campionati Nazionali Femminili di Società. Altri forti nuotatori reggiani di questa prima era della Reggiana Nuoto oltre ai citati Gianfranco Bonetta, Luciano Gemmi e Sergio Ganassi, sono Walter Montanari, Rubens Cornetti (detto Sabù), Valerio Barbieri(detto Kocis)Gianni Curcio, Rino Davoli, Giuseppe Vezzani, Ariberto Bolognesi (Lollo), Giuseppe Gasparini (Ganape), Antonio Fontanesi, Antonio Cantarelli, Sergio Bergomi, Franco Arbizzi, Giorgio Malacarne (Cicci), Carlo Cucchi, Gino Tondelli, Giorgio Giorgi e, da non dimenticare, la prima donna nuotatrice reggiana Afra Ruozi. I giovani che confluiscono nella Reggiana Nuoto di quegli anni provengono da famiglie di estrazione diversa, posseggono educazione ed abitudini dissimili, professano convinzioni talora divergenti, hanno spesso vissuto esperienze di privazioni e di ristrettezze. Sono giovani usciti dagli anni di guerra, abituati a sacrifici e tutti ugualmente provvisti di formidabile appetito. Le diversità non costituiscono tuttavia barriere insormontabili alla libertà di opinione, ostacoli al consolidarsi di profondi vincoli di amicizia o motivo di contrasto per ragioni ideologiche. Il senso di continuità ed il messaggio di impegno, di solidarietà e di ideale sportivo che la Reggiana Nuoto è riuscita ad infondere nei suoi atleti si percepisce nel fatto che moltissimi sono i figli di ex nuotatori che continuano le orme dei genitori e tra questi merita di essere ricordata la famiglia Bonetta, con Gianfranco uno dei primi campioni della Reggiana Nuoto, con il fratello Lauro, valido nuotatore scomparso drammaticamente nel 1961 durante il servizio militare e infine con i giovani Marina e l'omonimo Lauro Bonetta, quest'ultimo assai dotato e più che una promessa del nuoto nella seconda metà degli anni 70. Si ricordano anche bravi atleti come Andrea Cilloni, Afro Sassi, Guido Bartoli, Sergio Marmiroli, Vincenzo e Giuseppe Prezioso, Massimiliano Curti, Roberto Scartani, Roberto Pioli, Vittorio Salvarani, Roberto Raimondi, il pallanuotista Luciano Magnani, i fratelli Maurizio e Paolo Barbacini, Angelo Iori, Franco Bedogni e numerosi altri, affiancati finalmente verso la metà degli anni 60, dalle ragazze Lucrezia Chierici, Raffaella Buzzigoli, Ivana Soncini, Daniela Granato. Le nuotatrici raggiungono con il tempo i risultati più lusinghieri. Sono questi citati gli atleti che hanno lasciato il segno nei primi vent'anni di Reggiana Nuoto.

### Gli anni 70 ed il “triennio d'oro”
A partire dagli anni 70 si assiste ad una vera trasformazione nelle metodologie degli allenamenti che vengono pianificati, adeguati ai problemi agonistici generali, stagionali e personali degli allievi. Ogni stile di nuoto viene sistematicamente e scientificamente sottoposto a controllo tecnico. Si attuano criteri di variazione di velocità e di fasi, applicando diversificati sistemi di training e impostando una politica dei tempi. Nessun fattore è più lasciato al caso, dal preriscaldamento alla dieta, allo studio delle caratteristiche specifiche sia fisiche che comportamentali e psicologiche degli allievi. Si afferma anche a Reggio Emilia l'insegnamento del nuoto a livello prescolastico. La piscina coperta comunale viene inaugurata nel 1973, ma subito momentaneamente chiusa in concomitanza con l'epidemia di colera sviluppatasi nel paese. Il fattore dello spazio acqua a disposizione della Società diviene determinante ai fini della programmazione e degli sviluppi delle attività, arrivando a costituire per la Reggiana Nuoto il vero principale problema anche per garantire valide chances per il futuro agonistico degli atleti. Attorno alla metà degli anni 70 ha inizio in campo nazionale la sistematica appropriazione da parte di comuni ed altri enti locali di spazi sportivi per fini propri o di enti di promozione; da allora la Reggiana Nuoto, in quanto associazione privata, non vedrà più aumentare le proprie disponibilità nell'uso della piscina. L'atleta reggiana che in questo periodo ottiene risultati più incoraggianti è Tiziana Bertolani, dorsista titolare nelle squadre giovanili e assoluta della nazionale dal 1976 al 1979, campionessa Italiana, detentrice di record nazionale nei 200 dorso, più volte a podio ai campionati italiani nei 100 dorso e 200 misti, partecipando anche a due edizioni di campionati mondiali. Con lei vanno menzionati anche Guido Armani, giovane di grande prestanza fisica, campione dei 100 stile libero, inserito nella squadra azzurra nazionale e successivamente campione italiano nella staffetta 4×100 stile lilbero, miglior prestazione mondiale sui 100 stile libero nel 1992. Lauro Bonetta convocato nella squadra nazionale giovanile in occasione di un meeting Italia, Olanda, URSS; Maurizia Roccatagliati campionessa nazionale di categoria dei 200 misti nel 1977; Anna Morani a podio ai campionati nazionali di categoria nei 200 e 100 delfino, 60 titoli regionali sempre nei 100 e 200 delfino ed un titolo nazionale ai campionati studenteschi ed ancora Maurizio Aguzzoli, Fausto Morellini, Paola Da Ros, Stefano Caffarri, Gloria e Grazia Grevi. Gli anni dal 1977-1979 costituiscono il triennio d'oro del nuoto reggiano, l'epoca del massimo fulgore agonistico, tragicamente contrassegnata dalla prematura scomparsa di Ober Ferrari. Dopo il 1980 gli atleti emergenti diventano Donatella Tagliati, Stefania Ferri, Silvana Spaggiari, Lorenza Mausoli, Marcella Grassi, Corrado Ganassi, Luca Lodesani, Elisabetta Milanese.

### Gli anni 80

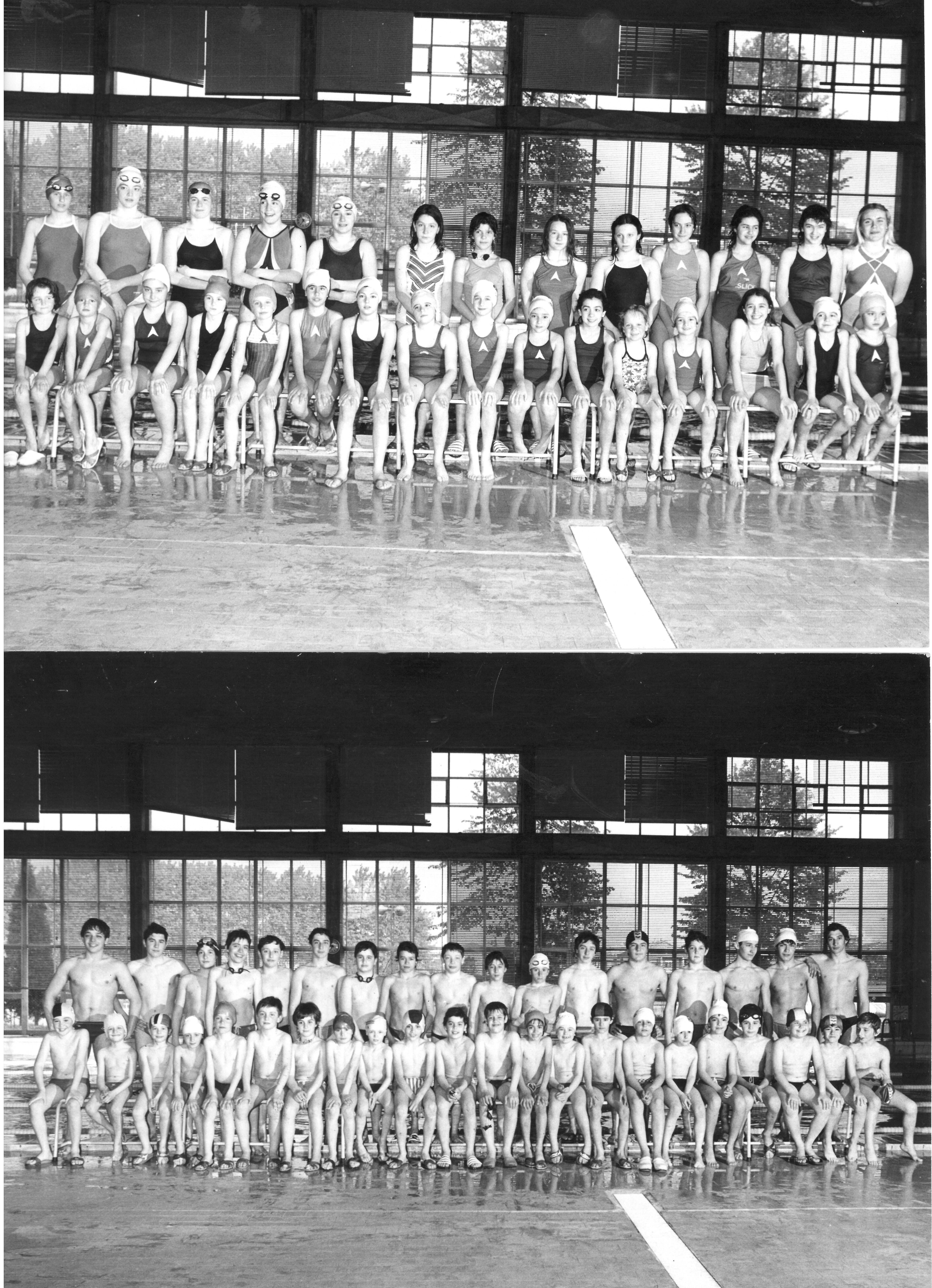
Gli atleti, dalla categoria esordienti agli assoluti, della Reggiana Nuoto nel 1982, nella piscina di Via Melato a Reggio Emilia

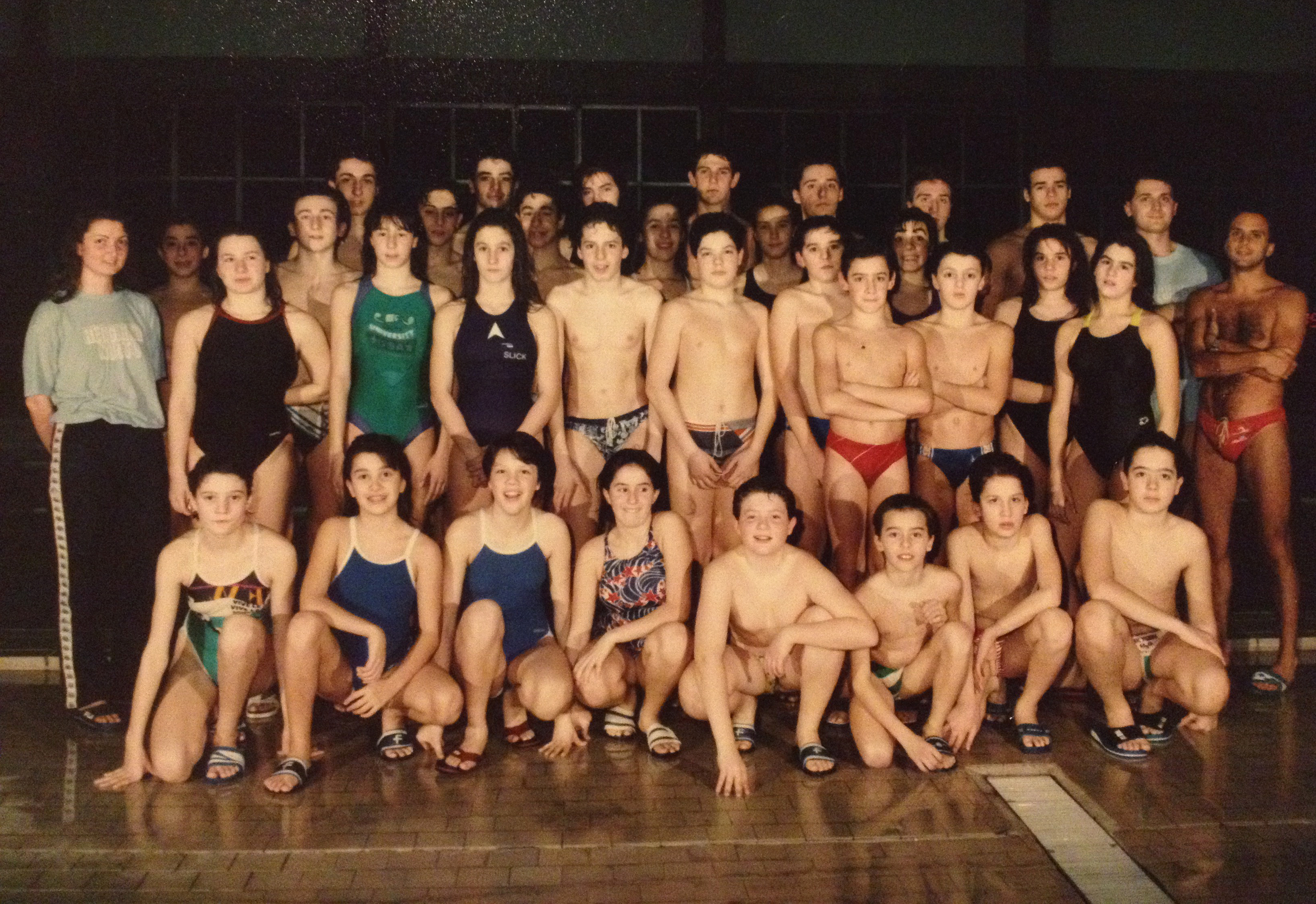
La squadra alla fine degli anni 80 con gli allenatori Fausto Morellini e Anna Morani (entrambi in maglia azzurra), nella piscina di Via Melato a Reggio Emilia

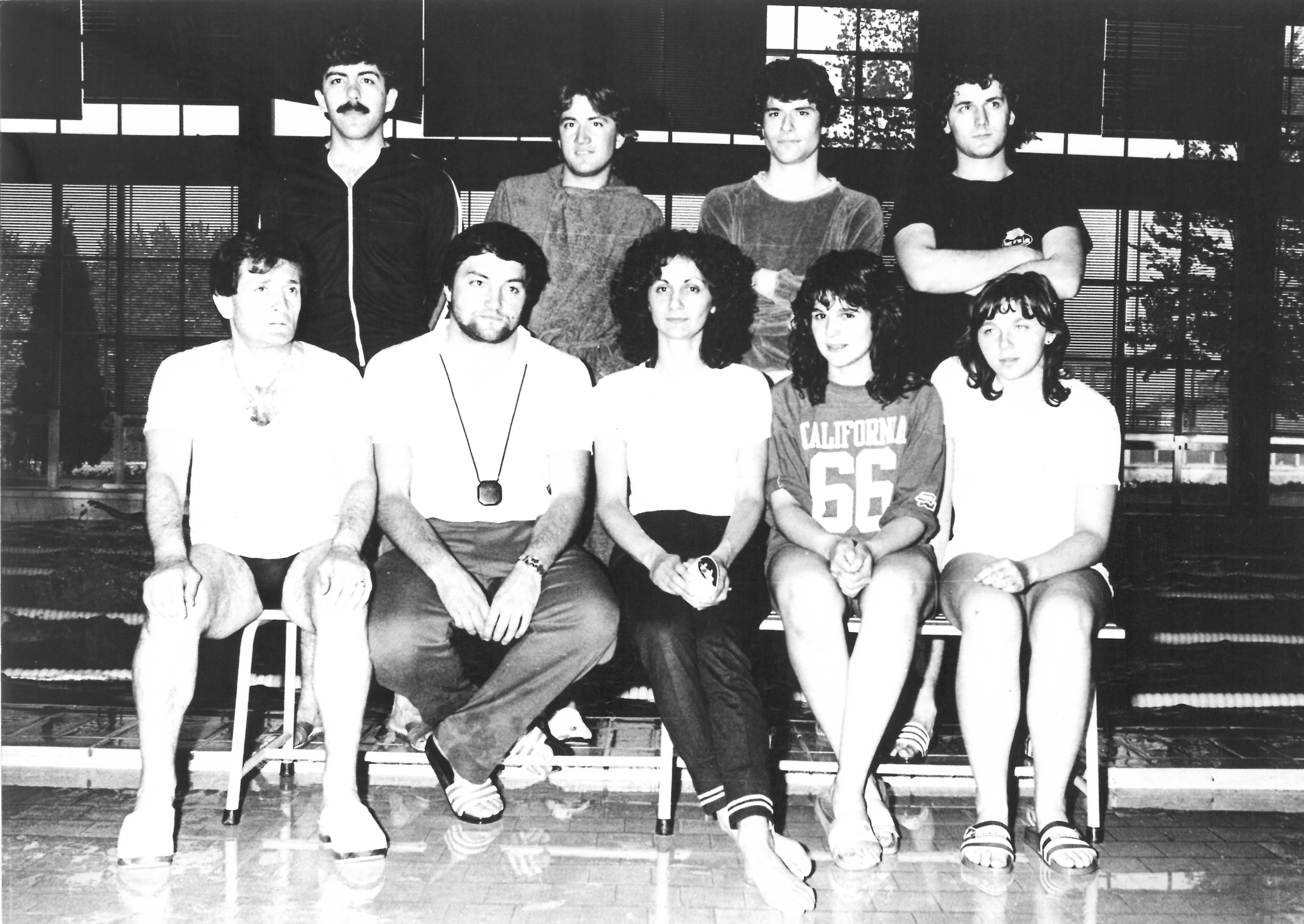
Gli allenatori della Reggiana Nuoto nel 1982, nella piscina di Via Melato a Reggio Emilia. Da sinistra in piedi: Bruno Manzotti, Maurizio Aguzzoli, Corrado Ganassi, Fausto Morellini; da sinistra seduti: Armando Bedogni, Sergio Bernardini, Mara Morelli, Claudia Davolio, Alessandra Imovilli.

Negli anni 80 la squadra può contare su un numero considerevole di atleti. Il fatto di maggior preoccupazione è costituito dalle restrizioni dello spazio acqua a disposizione e dalle accresciute esigenze per sviluppare anche attività collaterali ormai fondamentali per una società completa e moderna. Un contributo importante si deve alla collaborazione nel 1982 con Sergio Bernardini, ex atleta reggiano, allenatore di diverse società sportive, per aggiornamento e inquadramento tecnico inteso anche come prassi di lavoro. Su questa strada la Reggiana Nuoto si è posta fin dall'inizio degli anni 70, superando una mentalità provinciale e dando vita a proficui scambi a livello tecnico con altre squadre di città vicine, verticalizzando in tal modo la possibilità di effettuare comparazioni e di sfruttare ulteriori opportunità di miglioramento. Viene sperimentato un primo scambio con la società Southgate di Londra, che nel 1970 invia alcuni atleti a Reggio e Parma, mentre i nuotatori emiliani saranno ospiti degli inglesi negli anni successivi. Ottimi risultati ha dato anche il gemellaggio tra Reggio Emilia e la città americana di Fort Worth (Texas, USA). Tra gli atleti che meritano di essere ricordati negli anni 80 ci sono tra le ragazze Lucia Fontanesi che per un breve periodo ha anche detenuto un record regionale nei 200 stile libero, Mariavittoria Fontanesi ed Elena Spaggiari, la più “longeva” dal punto di vista agonistico; fra i ragazzi Alex Iemmi, Paolo Corradi e Giulio Pavan. Si sono poi distinti, a livello regionale, anche Marika Iemmi, Giorgia Fontanesi, Chiara Landini e sua sorella Linda, Karen Righi, Francesca Fontana, Sonia Lugari, Patrizia Bergomi, Marco Corradi, Andrea Spaggiari, Daniele Patacini, Thomas e Mike Vezzani, Fabio Gibertini, Manuel Villa, Andrea Denti, Massimo Davolio, Valerio Chiessi e David Morelli, divenuto in seguito nazionale di Triathlon Olimpico.
Meritano di essere ricordati anche gli allenatori: oltre ad Ober Ferrari e Gianni Borgognoni si sono distinti in tale settore anche Vincenzo Giannotti, Giuseppe Ganassi, Franco Vezzani (per la pallanuoto) e in seguito Mara Morelli, alla quale si deve anche riconoscere il prezioso lavoro di segretaria ed organizzatrice della società dal 1970 al 2000. A lei si deve inoltre il merito di aver incoraggiato la squadra a partecipare a meeting straordinari per trarne esperienze eccezionali come i meeting internazionali di Ginevra, Bellinzona, Trento, o quelli nazionali come Gubbio, Lecco, Grosseto, Torino e altri, nei quali gli atleti reggiani hanno avuto modo di confrontarsi con atleti di altre nazioni e trovare nuovi stimoli per migliorarsi e dare sempre il massimo. Si ricordano anche Paolo Munari, Rubens Cornetti e Alessandra Imovilli. Spiccano inoltre tra gli istruttori Lucrezia Chierici e molti altri vecchi atleti, Armando Bedogni che si è occupato della parte didattica, Anna Morani, Simonetta Betti e per la vasca per principianti Vincenzo Siligardi, Elena Barchi, Paolo Morellini e Paola Cornetti.
Un contributo particolare ai risultati della Reggiana Nuoto si deve riconoscere a Fausto Morellini (detto "Fus") ex nuotatore, che ha seguito la squadra agonistica dal 1980 al 1991 con grande competenza e passione. Persona riservata ma rispettata e molto considerata dai suoi allievi. Come in una grande famiglia conosceva i suoi atleti e sapeva tirare fuori il meglio di loro, individuava chi aveva bisogno di maggior attenzione, chi doveva essere spronato e chi aveva bisogno solo di una pacca sulla spalla o di uno sguardo di incoraggiamento. Persona sempre legata allo sport: infatti nel 1991 ha contribuito anche alla creazione della società Galileo Triathlon e vi ha collaborato per più di 20 anni.

### Gli anni 90 e la creazione della Reggiana Nuoto a.s.d.
A partire dal 1990 comincia una collaborazione tra la Reggiana Nuoto ed il Circolo Nuoto UISP con gli atleti di entrambe le squadre allenati da un giovane allenatore Ungherese, Istvan Kormos. Nel periodo 1991-1995 gli atleti che si distinguono maggiormente sono: Marco Davoli, nove medaglie nei campionati Italiani nei 100 delfino, partecipa ad importanti manifestazioni internazionali tra cui i campionati Europei di Istanbul ed altre importanti manifestazioni; Marco Marmiroli ottiene importanti piazzamenti nei 50 stile libero con un terzo posto ai campionati Italiani di categoria e successivamente ai campionati assoluti; Fontani Davide nei 100 e 200 dorso; Colli Andrea nei 100 e 200 stile e la ranista Ficarelli Lia nei 100 rana.
La collaborazione tecnica tra Circolo Nuoto UISP e A. S. Reggiana Nuoto porta all'unificazione delle due realtà nel settembre del 1995, con la fondazione della Reggiana Nuoto a.s.d.
La conclusione di questi quasi 50 anni di storia della Reggiana Nuoto è che alla base di tutto c'è lo sport ed il nuoto in particolare, elemento che unisce tre generazioni di atleti, che tempra persone, caratteri, dove indipendentemente dal periodo storico o dall'estrazione sociale si creano delle amicizie profonde dove ogni atleta come nella vita è chiamato ad impegnarsi a dare il meglio di sé per il rispetto dei propri sforzi, degli allenatori e dei compagni di squadra. Allora, come diceva Ober Ferrari quando si entrava in acqua, "voglio vedervi fare il burro!" una frase che rispecchia la fiducia incrollabile nella possibilità di fare sempre meglio, nell'avvenire del nuoto reggiano.